# 火砕流台地

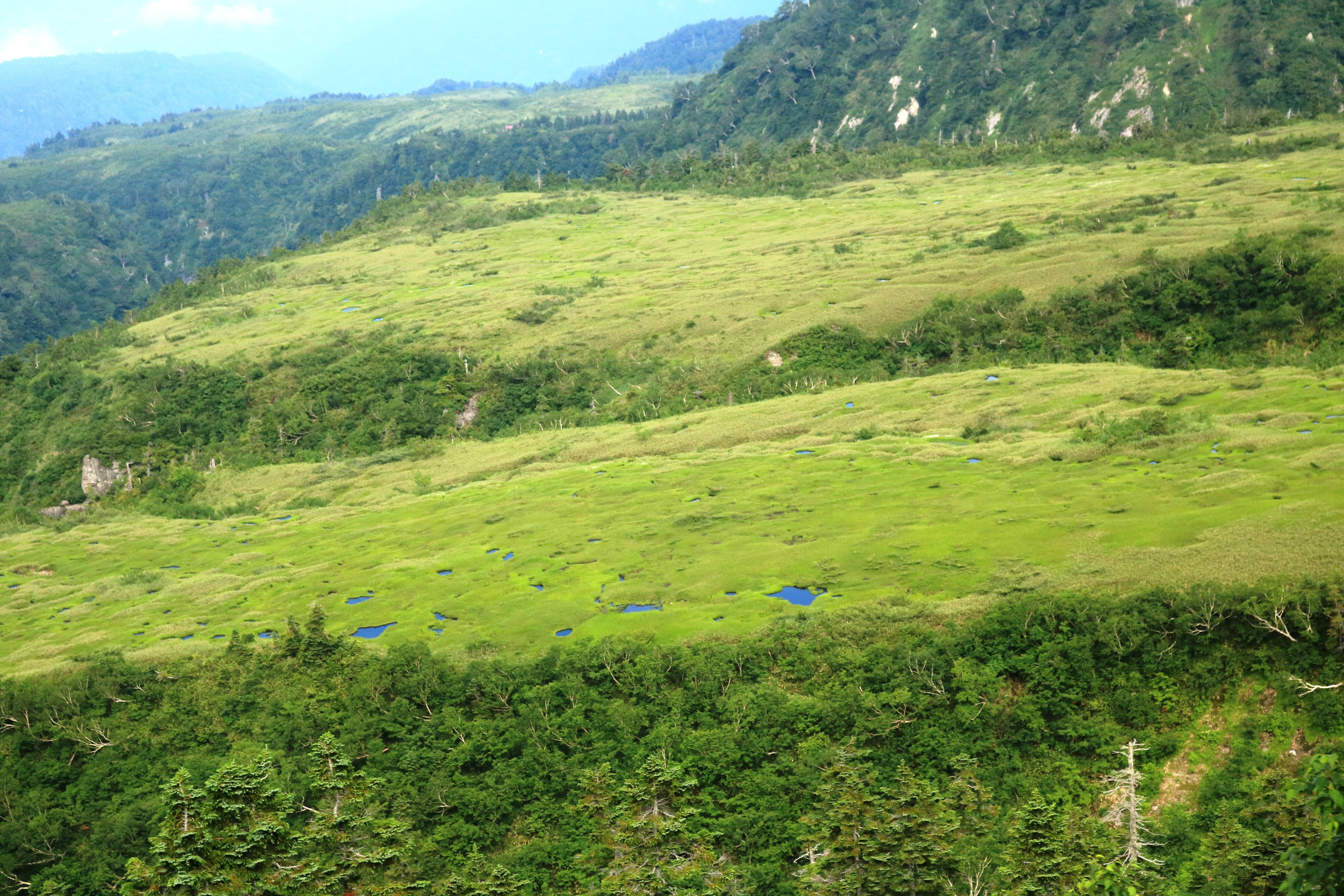
弥陀ヶ原火山の活動で形成された立山弥陀ヶ原。台地上に高層湿原が形成されている。

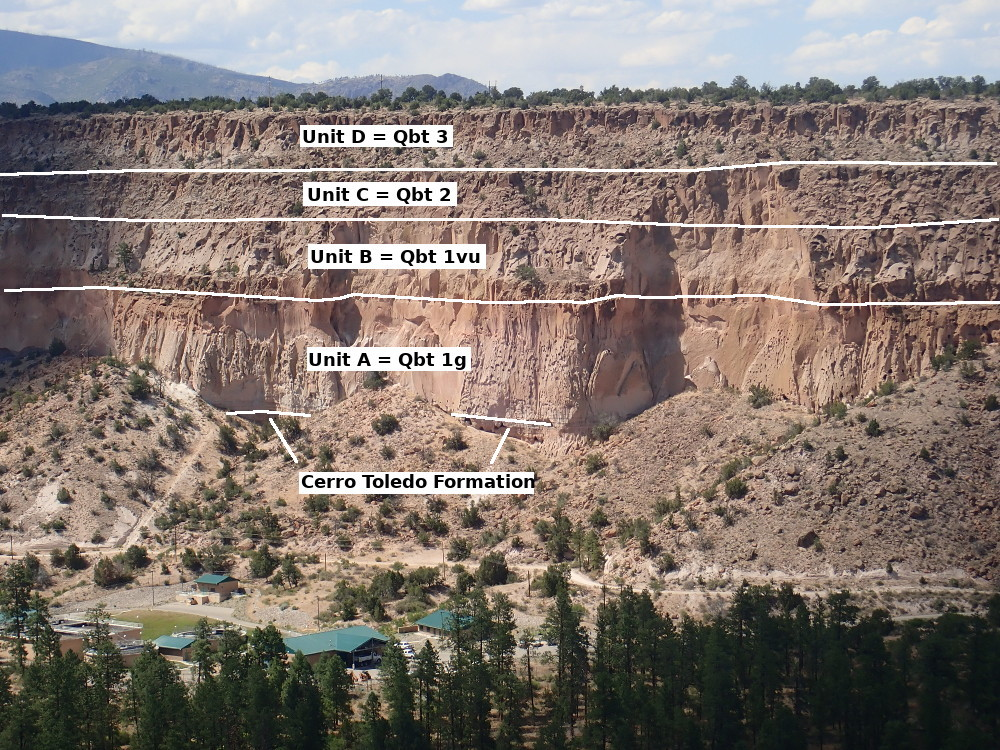
火砕流台地の断面に、研究に基づく層序を示したもの。アメリカ バイアスカルデラの125万年前の噴火によるBandelier凝灰岩。

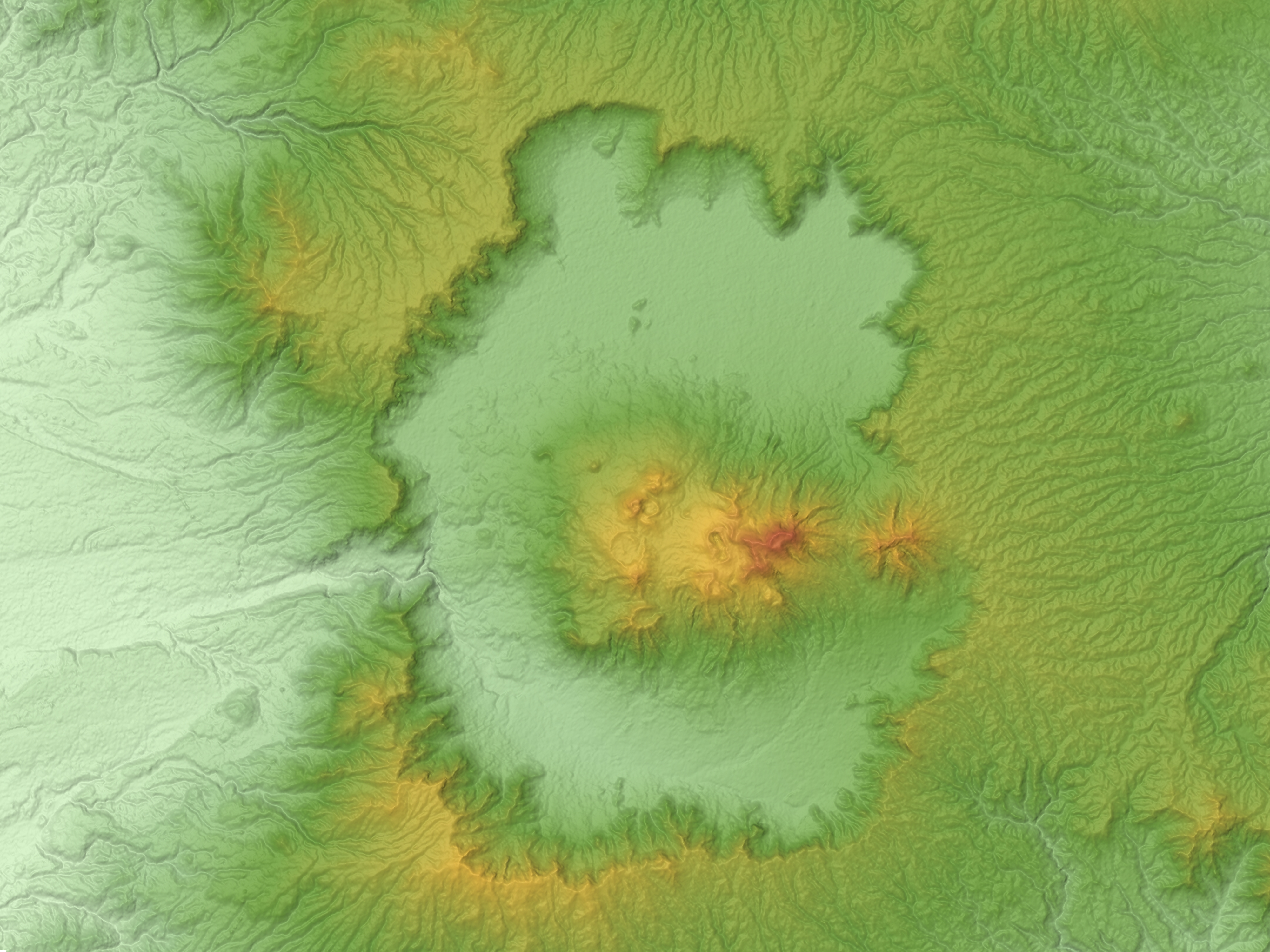
阿蘇カルデラ。周辺に火砕流による平坦地が形成されている。

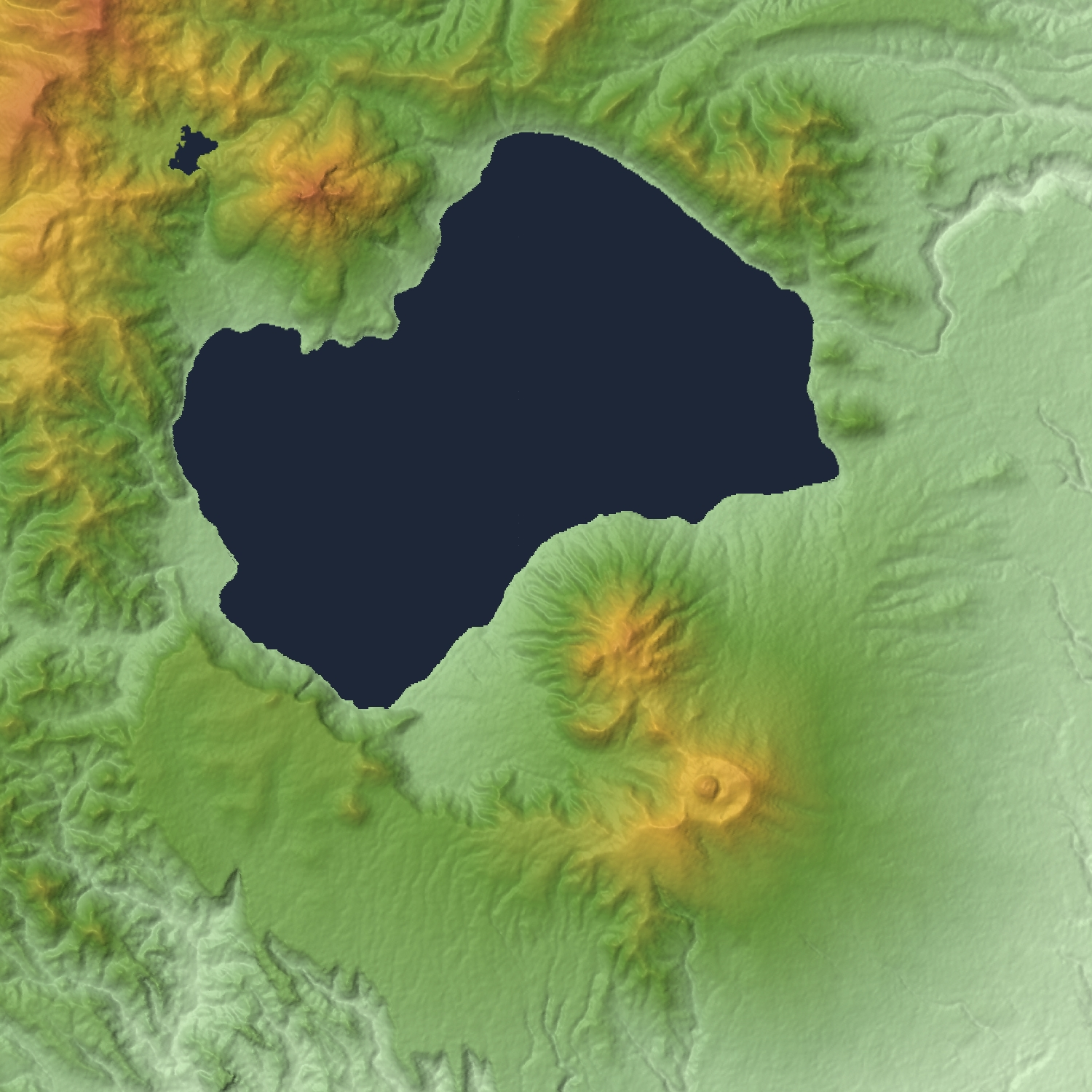
支笏カルデラ。同上。

火砕流台地（かさいりゅうだいち、英: pyroclastic plateau）は、火砕流が流れた跡に残される火砕流堆積物で構成される台地。

## 概要
大規模な火山活動による火砕流は大量の堆積物を残す。この堆積物（火砕流台地）は噴出源を中心に非常にゆるい角度で傾斜し、厚さは数十mにもなり、噴出源の近辺では100mを越えることもある。そのため小規模な火砕流では形成されることはなく、体積が数十km3を超えなければ形成されない。
洪水玄武岩に対して洪水流紋岩と呼ばれることもある。
また、台風や地震などで簡単に崩壊することが知られており、岩手・宮城内陸地震では鬼首カルデラと向町カルデラの周辺に分布する火砕流台地が大規模に崩壊し、死者を出す被害がでている。

## 形成される過程
- 大規模な噴火によって巨大な噴煙柱が生じ、それが崩壊して大規模火砕流に発展する。
- 火砕流が通過した場所に火砕流台地ができる。
- 堆積したばかりの堆積物は非常に不安定なためすぐに崩壊してガリ（侵食谷）をつくる。同時進行で二次爆発や堆積物の溶結作用がすすむ。
- 堆積物は数百年してある程度安定する。酸性の堆積物が時間とともに中和されるとよい農耕地になる。

## 実例
アンデス山脈中部、イエローストーン、トバ湖周辺、アファール盆地、タウポ火山帯などに分布する。
日本においてはシラス台地をはじめとして、阿蘇カルデラや猪牟田カルデラの周辺にもみられる。